# Saint-Projet (Tarn-et-Garonne)
Saint-Projet é uma comuna francesa na região administrativa de Occitânia, no departamento de Tarn-et-Garonne. Estende-se por uma área de 26,14 km². Em 2010 a comuna tinha 288 habitantes (densidade: 11 hab./km²).